# Raymond Stasse
Raymond René Fritz Armand Marie Jules Stasse (ur. 30 kwietnia 1913 w Mbandace, zm. 9 lipca 1987 w Liège) – belgijski szermierz, brązowy medalista mistrzostw świata.
Podczas mistrzostw świata w Paryżu w 1937 roku wywalczył brązowy medal w turnieju indywidualnym szpadzistów. Na podium wyprzedzili go jedynie Francuzi: Bernard Schmetz i Jacques Coutrot.
Na igrzyskach olimpijskich w Berlinie w 1936 roku zajął indywidualnie siódme miejsce. W rundzie finałowej wygrał trzy pojedynki, dwa zremisował, a cztery przegrał. W turnieju drużynowym był piąty. Brał też udział w igrzyskach olimpijskich w Londynie w 1948 roku, ponownie zajmując piąte miejsce w szpadzie drużynowej.